# Hannes Torpo
Hannes Torpo (eigentlich Kaarlo Johannes Torpo; * 21. Januar 1901 in Keikyä, Sastamala; † 10. September 1980 in Helsinki) war ein finnischer Kugelstoßer.
Bei den Olympischen Spielen 1924 in Paris wurde er Vierter mit 14,450 m. 
Seine persönliche Bestleistung von 14,56 m stellte er am 22. September 1923 in Helsinki auf.